# بيع العبيد في القاهرة
بيع العبيد في القاهرة هي لوحة زيتية للرسام الفرنسي جان ليون جيروم رسمها في عام 1871 وهي معروضة حالياً ضمن مقتنيات متحف سينسيناتي للفنون.